# Paralcis luridulata
Paralcis luridulata là một loài bướm đêm trong họ Geometridae.